# 위틀리베르크
위틀리베르크(Üetliberg)는 알비스산맥의 일부인 스위스고원에 있는 산으로 해발 870m이다. 산은 취리히시 전체와 취리히 호수의 탁트인 전망을 제공하며, 취리히시와 스탈리콘 및 위티콘 지자체 사이의 경계에 있다. 우토 쿨름으로 알려진 정상은 스탈리콘에 있다.
정상에는 두 개의 타워와 함께 호텔 우토 쿨름이 있다. 그중 하나는 전망대(1990년 재건 비용 CHF 5)이고, 다른 하나는 위틀리베르크 TV 타워(186m, 1990년 재건)이다.
정상은 취리히에서 기차로 쉽게 접근할 수 있다. 위틀리베르크역은 위틀리베르크 정상에서 약 812m, 아래 68m에 있다. 위틀리베르크선의 종점이며, 취리히 S-반 서비스 S10으로 취리히 중앙역와 연결되어 있다. 기차는 보통 30분 간격으로 운행되며 20분이 소요된다.
많은 분수와 캠핑 장소가 있는 알비스괴틀리, 트리믈리 또는 알비스리덴에서 정상까지 이어지는 수많은 산책로가 있다. 위틀리베르크에는 산 정상의 캠핑 지역에서 시작하여 S10이 운행하는 트리믈리역 옆에서 끝나는 내리막 산악자전거 트랙도 있다. 탁 트인 보도는 알비스 능선의 능선을 따라 펠젠엑으로 이어지며, 여기서 아들리스빌-펠젠엑 케이블카는 아들리스빌 및 아래 계곡의 S4 S-반 서비스로 연결된다.
위틀리베르크는 스위스 알파인 클럽의 취리히에 기반을 둔 우토 구간에 이름을 부여했으며, 따라서 우토 구간의 파티가 처음 등정한 캐나다 젤키르크 산맥의 우토봉에 이름을 붙였다.

## 갤러리

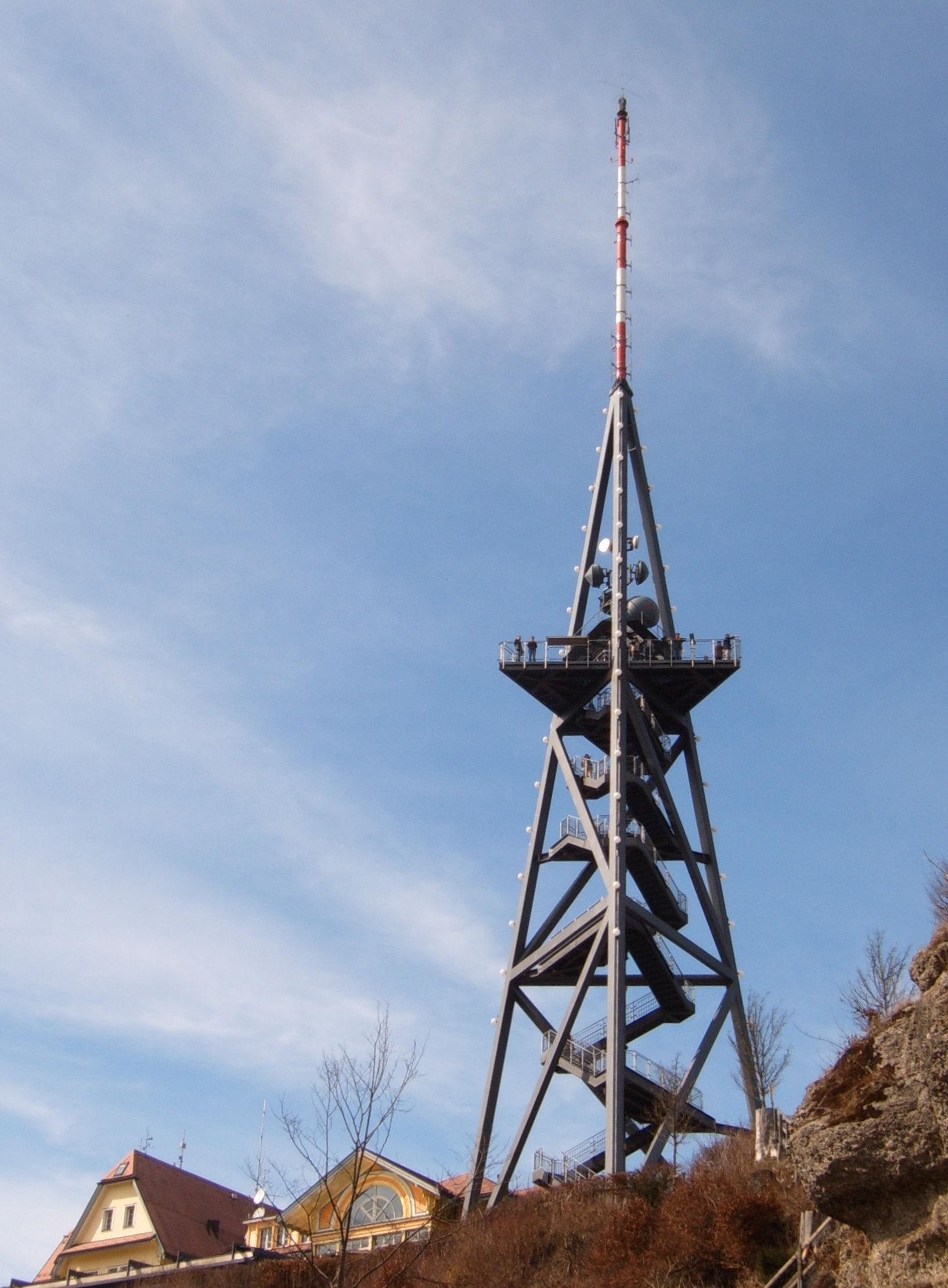
위틀리베르크 망루
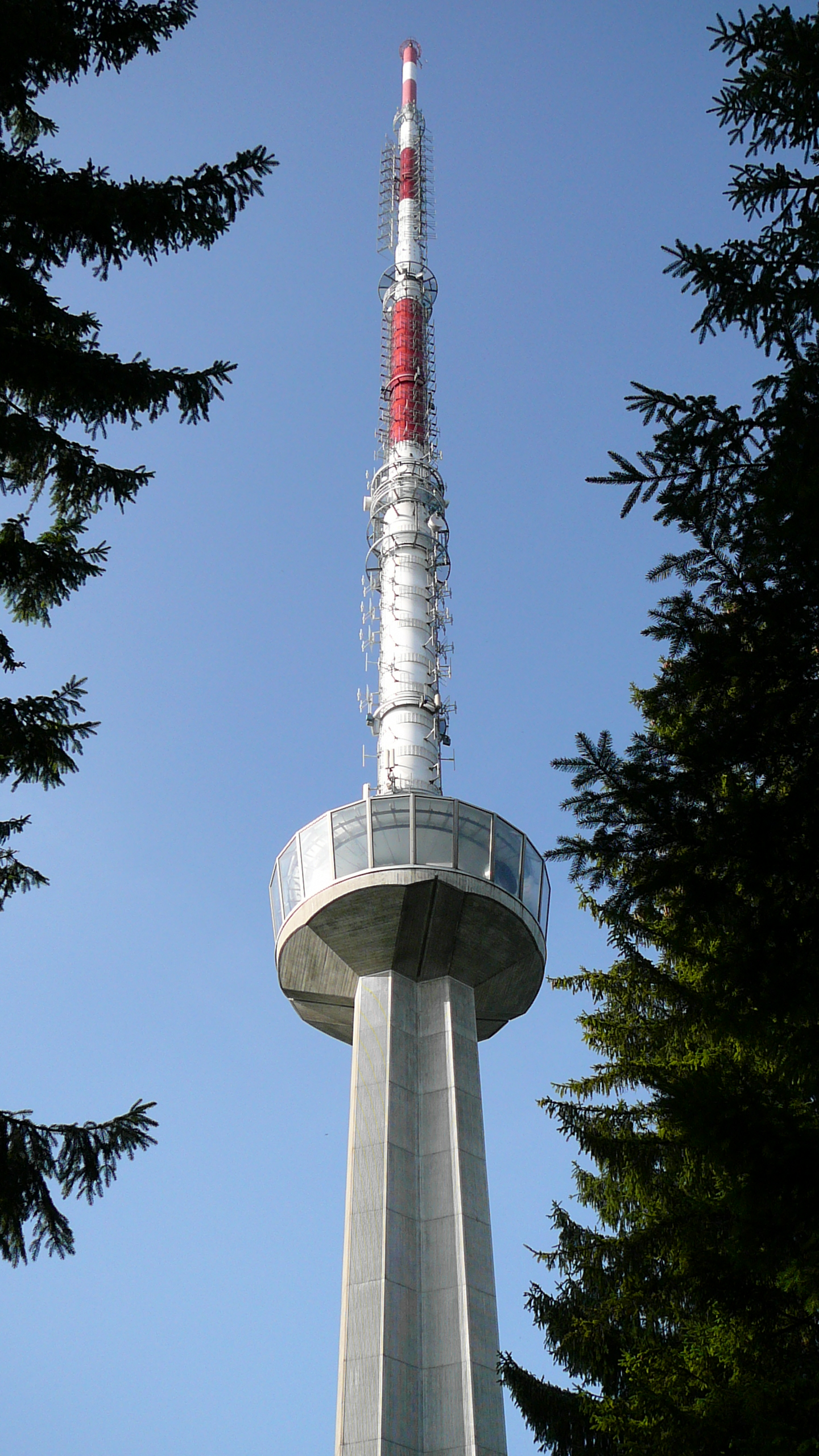
위틀리베르크 TV탑.
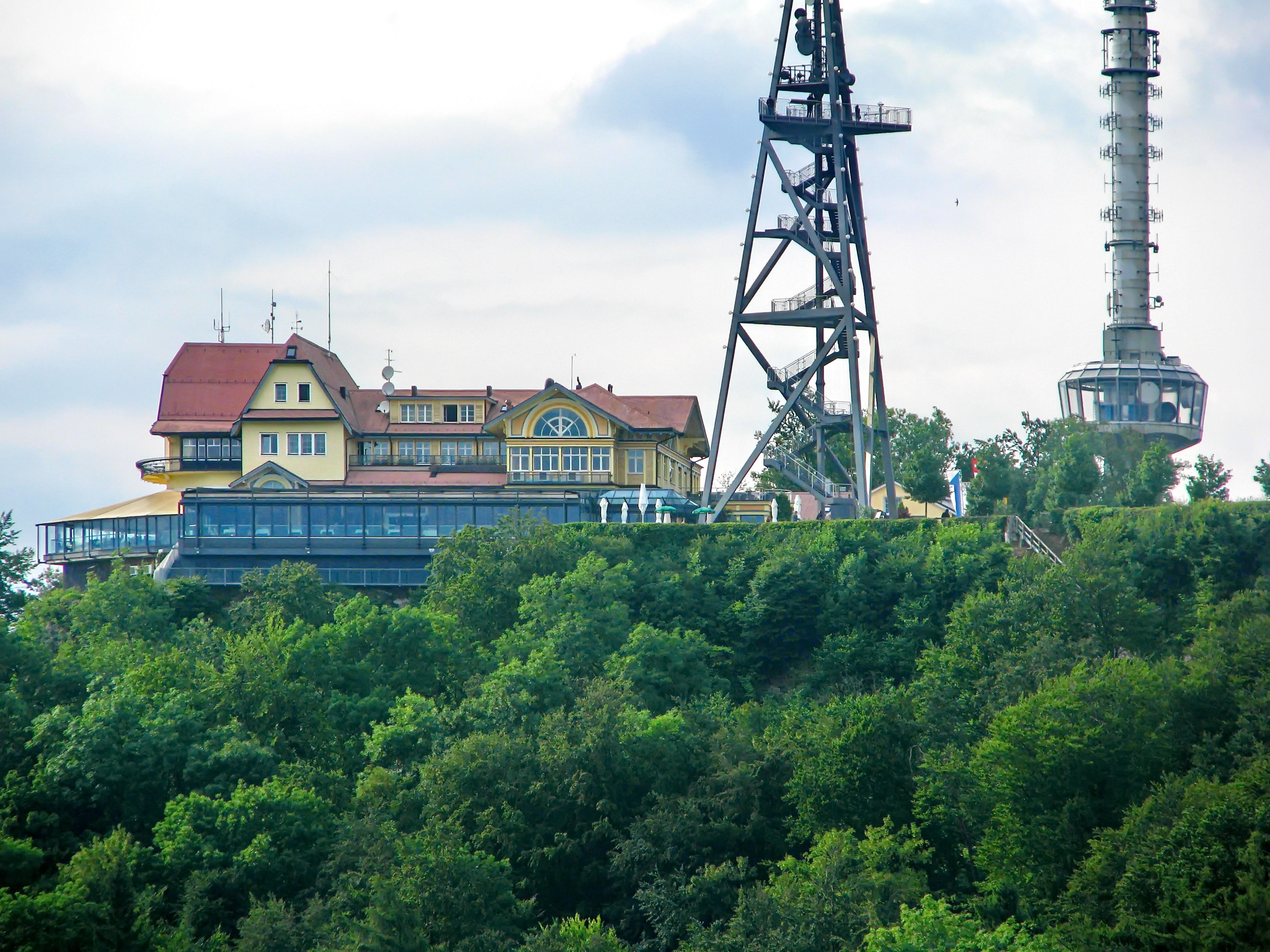
우토 쿨름 (Top of Zurich), 전망대와 TV탑.
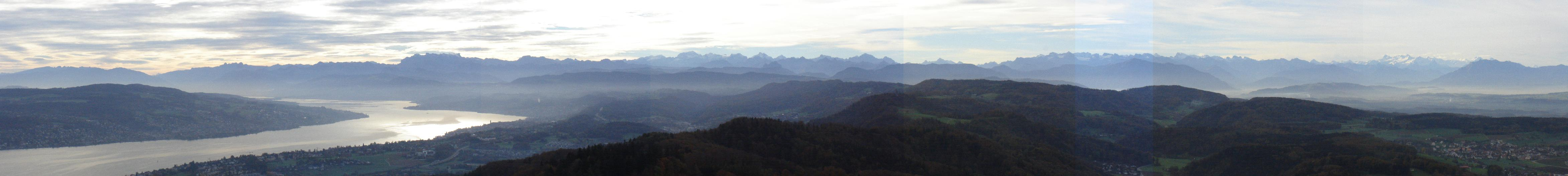
스위스 알프스 파노라마 사진, 남쪽으로 꼭대기에서 위틀리베르크까지
위틀리베르크의 풍경
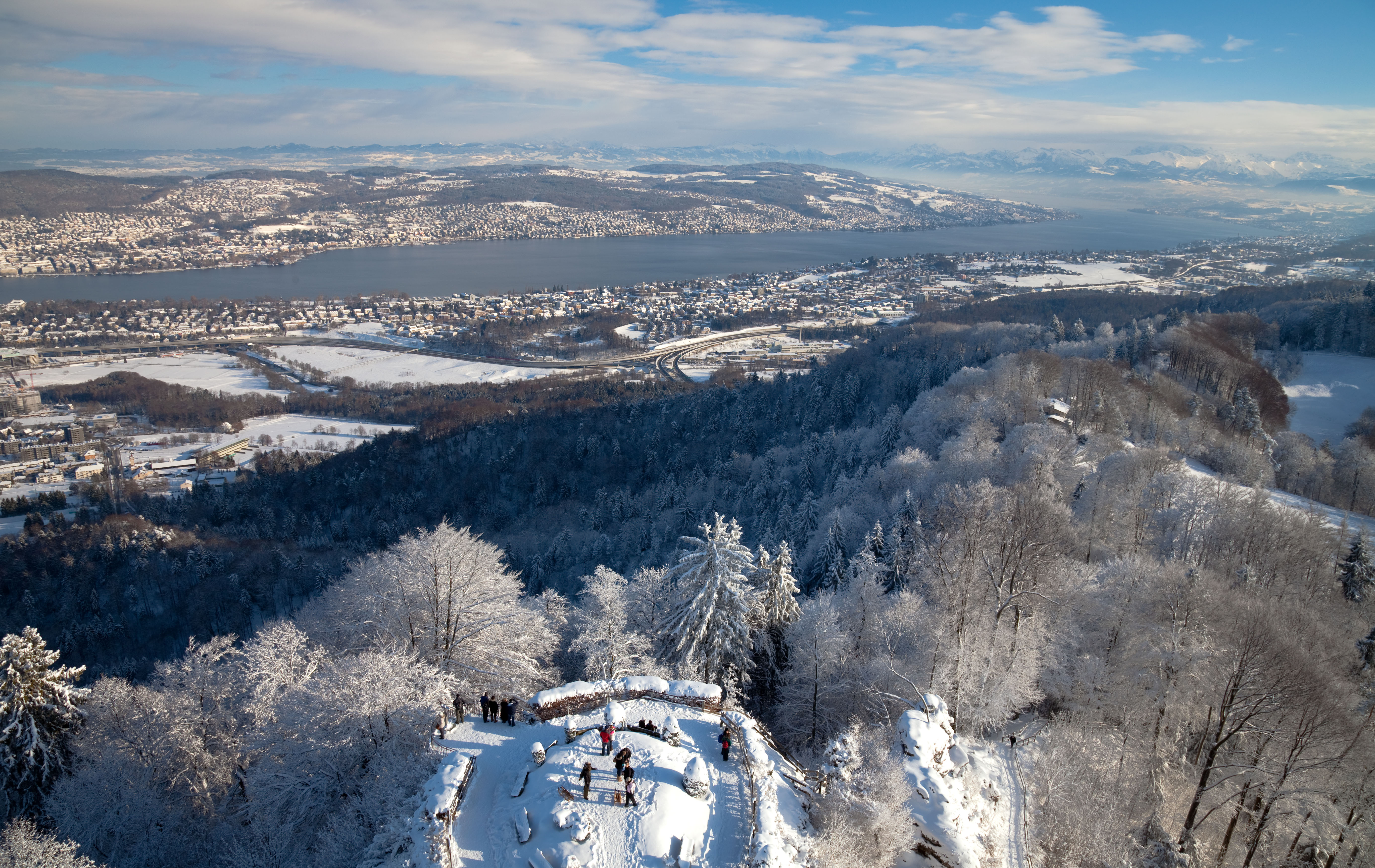
우토 쿨름 호텔 옆 꼭대기 전망대에서 본 파노라마
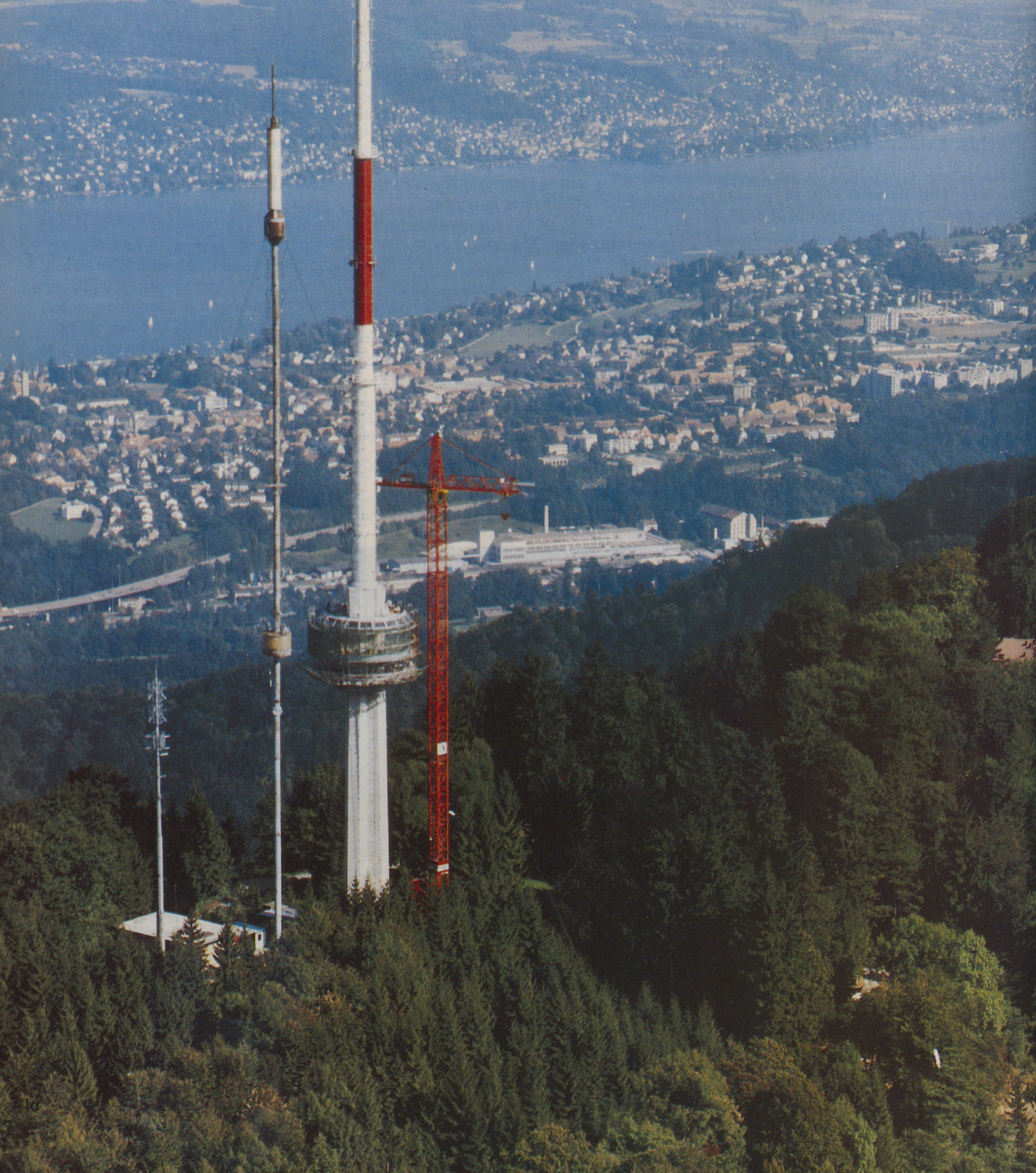
1990년 공중사진
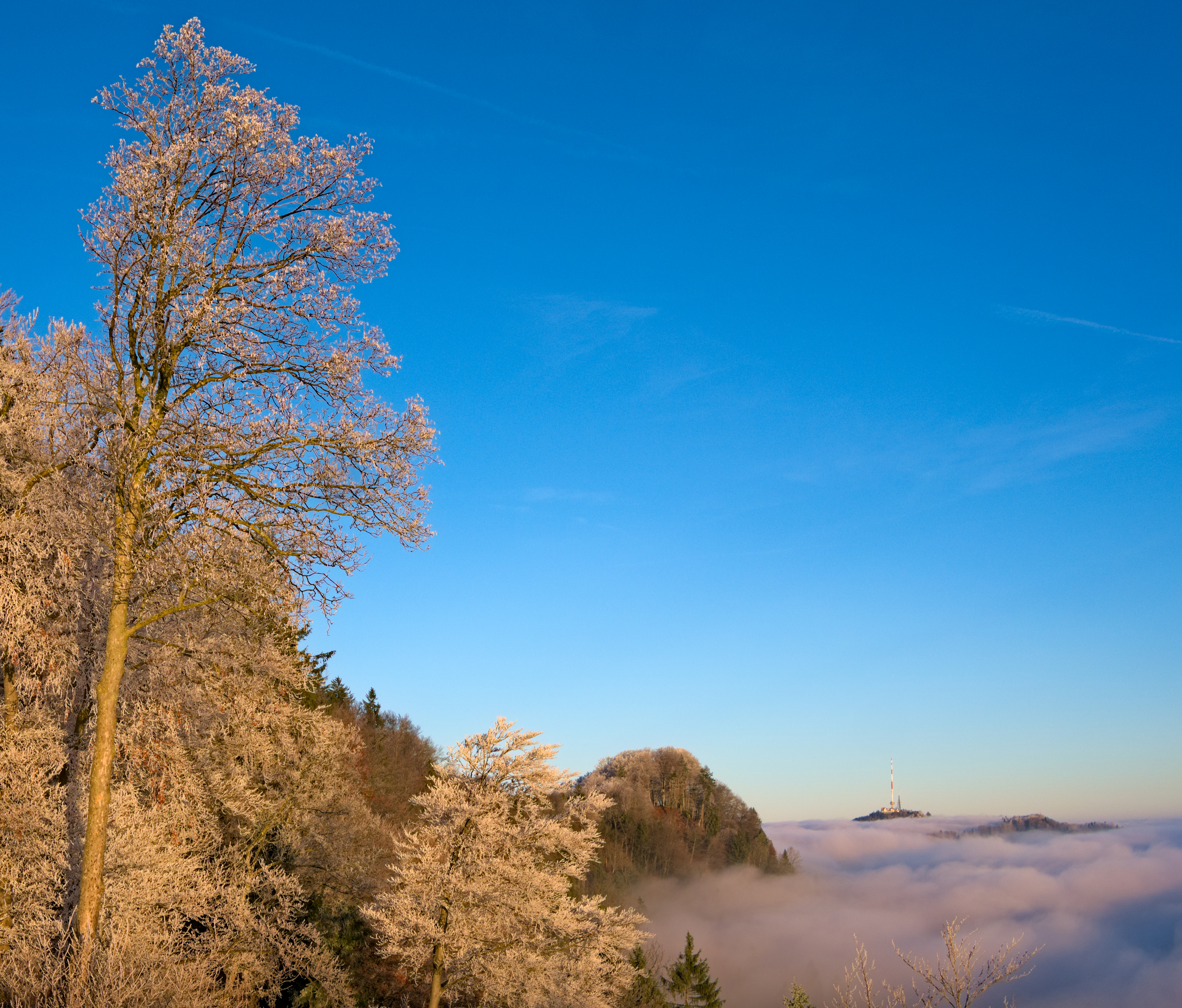
펠젠엑에서 본 위틀리베르크의 운해